# Kalývia Pezoúlas
Kalývia Pezoúlas (Kalyvia Pezoulas) är en ort i Grekland.   Den ligger i prefekturen Nomós Kardhítsas och regionen Thessalien, i den centrala delen av landet, 230 km nordväst om huvudstaden Aten. Kalývia Pezoúlas ligger 799 meter över havet och antalet invånare är 223. Den ligger vid sjön Technití Límni Plastíra.
Terrängen runt Kalývia Pezoúlas är kuperad österut, men västerut är den bergig. Runt Kalývia Pezoúlas är det glesbefolkat, med 12 invånare per kvadratkilometer. Närmaste större samhälle är Karditsa, 18,5 km öster om Kalývia Pezoúlas. I omgivningarna runt Kalývia Pezoúlas växer i huvudsak blandskog.